# Инфаркт на миокарда
Острият инфаркт на миокарда, известен още като сърдечен удар, представлява сериозна и внезапна промяна на сърдечната дейност, характеризираща се с вариращи болки в гърдите, слабост, потене, гадене и повръщане; понякога се губи съзнание. Появява се, когато части от сърдечния мускул загинат, тъй като не се снабдяват с достатъчно количество кръв. Нарушаването на кръвоснабдяването и оттам притока на кислород се дължи най-често на запушване на коронарните артерии. Запушването на коронарните артерии е в резултат на формирането по стените на кръвоносни съдове на т.нар. атеросклеротични плаки, които могат да се отделят и причинят запушване на по-малък кръвоносен съд. В резултат се наблюдава спиране на достъпа на кръв (исхемия) към определена част от сърцето, което от своя страна означава недостиг или пълна липса на хранителни вещества и най-вече кислород. Ако състоянието не се подложи на лечение в близък период от време, то съответната засегната сърдечна мускулна тъкан (миокард) се поврежда и дори умира (некротизира).
Инфарктът на миокарда е сред основните заболявания водещи до смърт, както при мъжете, така и при жените. Може да се провокира от внезапно физическо натоварване или стресова ситуация. Рискова група са пациентите с хиперхолестеролемия, диабет, артериална хипертония, тютюнопушене, наследствена обремененост, в съчетание със стресогенен начин на живот. Други фактори, повишаващи вероятността за сърдечен удар са напредналата възраст, сърдечно-съдови заболявания, високи кръвни нива на определени липиди (триглицериди, липопротеини с ниска плътност), ниски нива на липопротеини с висока плътност, затлъстяване, хронична бъбречна недостатъчност, консумация на алкохол, злоупотреба с редица вещества (кокаин и метамфетамин), както и постоянен стрес.
Характерно за инфаркта е, че е по-чест през определени часове от денонощието: рано сутрин (2 – 3 часа) или при ставане от сън. Проявява се с много силна, продължителна болка в сърдечната област на широка площ зад гръдната кост, в част от случаите с излъчване на болката към долната челюст или към лява ръка, или към стомаха (имитира язвена криза), също така и към гърба (при долен миокарден инфаркт). Болката е съпроводена с отпадналост, панически страх, изпотяване, гадене, повръщане. Понякога, особено при по-възрастни пациенти или болни от диабет, е възможно и безболково протичане на инфаркта. Като алармиращ симптом при тях може да бъде само затруднено дишане или рязко понижаване на кръвното налягане.

## Симптоми
| Схематична вентрална и дорзална диаграма на зоната на болка при наличие на инфаркт на миокарда (тъмночервено: типична област на болка, светлочервено: други възможни области). |
| Схематична вентрална и дорзална диаграма на зоната на болка при наличие на инфаркт на миокарда (тъмночервено: типична област на болка, светлочервено: други възможни области). |

Първоначалните симптоми на инфаркт на миокарда се появяват по-често постепенно в рамките на няколко минути и много рядко рязко. Болката в областта на гърдите е общ симптом за остра миокардна недостатъчност и поначало се описва като усещане за стягане или притискане. Гръдната болка е в резултат на исхемията (затруднено кръвообращение) на сърдечния мускул и се означава като ангина пекторис (на латински: angina pectoris). Болката се разпростира най-често по лявата ръка, но рядко може да засегне и долната челюст, врата и дясната ръка. По гърба и гръдният кош може да се появи усещане за изгаряне.
Симптоми като задух се появяват, когато увреждането на сърцето води до намалено подаване на кръв към лявата камера на сърцето и последваща пулмонална едема. Други симптоми включват изпотяване, слабост, гадене, повръщане и аномално сърцебиене. Тези симптоми най-вероятно се причиняват от масивното освобождаване на катехоламини от симпатиковия дял на вегетативната нервна система, в резултат на отговора към болката и кръвните аномалии породени от малфункция на сърцето. Загубата на съзнание и внезапна сърдечна смърт могат да настъпят в резултат на инфаркт на миокарда.
Жените и възрастните пациенти съобщават за атипични симптоми по-често от мъжете и младите хора. Жените съобщават и по-голямо количество симптоми (средно над два) в сравнение с мъжете (средно под два). Чести симптоми при жените са задух, слабост и отпадналост. Отпадналост, смущения в съня и задух са ранни показатели, които могат да предизвестят заболяването месеци преди да настъпи исхемия. При жените гръдната болка е неособено надежден показател за инфаркт на миокарда в сравнение с аналогичния симптом при мъжете.
Около четвърт от инфарктите на миокарда настъпват без симптоми. Тези случаи се откриват чрез електрокардиографски изследвания (ЕКГ), кръвни тестове или след аутопсия. Безсимптомният инфаркт на миокарда е по-чест при възрастни хора, при пациенти страдащи от диабет, както и след сърдечна трансплантация. При диабетиците има висок толеранс на болка, което е възможно обяснение за липсата на симптоми.
Групата от симптоми, която е причинена от рязко нарушение в кръвоснабдяването на сърцето, се нарича остър коронарен синдром.

## Диагностициране
Сред диагностичните методи за откриване на ранните и по-късни етапи на инфаркт на миокарда са ЕКГ, ехокардиография, кардиална магнитно-резонансна томография и редица кръвни тестове. Най-често използвания кръвен маркер е концентрацията на изоензим на креатинкиназата и нивото на тропонин.

## Диференциална диагноза
Диференциалната диагноза трябва да отстрани други причинители на остър коронарен синдром, като пулмонална емболия (белодробна тромбоемболия), дисекация на аортата, перикардиален излив и други.

## Лечение
Лечението е задължително в болница. Сред първите медикаменти, изписвани за лечение на инфаркт на миокарда, са аспирин и нитроглицеринови препарати, а първостепенно значение има и физическо обдухване с кислород.